# 诺司替勃
诺司替勃（英语：Norclostebol，INN：商品名为Lentabol，前开发代号为SKF-6611、CP-73）又称去甲氯司替勃，是一种合成雄激素和合成代谢类固醇（AAS），源自诺龙。它在1957年的文献中有所描述。诺司替勃也用作酯和Norclostebol acetate（商品名为Anabol 4-19）。
诺司替勃是睾酮的4-氯衍生物。它比纯睾酮明显要强得多。它大约是合成代谢的6.6倍，而只有雄激素的40%。然而，这可能不是一个特别公平或有效的比较。由于诺司替勃使用了酯，将它与丙酸睾酮进行比较更为合适。在这种情况下，它们的合成代谢效力相当均匀，为112%，但作为雄激素却只有20-25%。在实践中，这意味着诺司替勃是一种有效的合成代谢化合物，副作用最小。
诺司替勃也是体育比赛禁用的兴奋剂。